# BeleniX
BeleniX est un système d'exploitation libre basé sur OpenSolaris. C'est un live CD qui peut être installé sur le disque dur. BeleniX a été développé par des programmeurs du India Engineering Centre de Sun Microsystems à Bangalore, Inde. C'est un projet soutenu communautairement qui a bénéficié de l'aide de nombreuses personnes, que ce soit des employés de Sun ou non.
Le nom, BeleniX fait référence au dieu celte de la lumière,  Belenus, ce qui se reflète dans le logo de cette distribution.  
BeleniX a pour objectif d'être un système d'exploitation simple d'utilisation qui expose la puissance de OpenSolaris. Belenix existe aussi sous forme de live DVD et peut être installé sur un disque USB.
BeleniX fut la seconde distribution basée sur OpenSolaris à voir le jour, après SchilliX, et la première à proposer la configuration automatique de Xorg. Cette distribution fut aussi la première à introduire certaines technologies manquantes à OpenSolaris, telles que; readahead et ordonnancement E/S (I/O Scheduling) dans le système de fichiers ISO9660(hsfs), compression transparente via loopback device (lofi) ainsi que des optimisations graphiques basées sur DTrace.
Le projet Indiana a récupéré une bonne partie de ces technologies. L'objectif futur de BeleniX est d'évoluer comme un dérivé d'Indiana avec une attention particulière pour le gestionnaire de bureau KDE,.